# Burjuc
Burjuc là một xã thuộc hạt Hunedoara, România. Dân số thời điểm năm 2002 là 1012 người.